# Alexa Glatch
Alexa Glatch (ur. 10 września 1989 w Newport Beach) – amerykańska tenisistka.

## Kariera tenisowa
Profesjonalny status posiada od 2005. Ten właśnie rok był dla niej najbardziej owocny, przynosząc jej półfinał turnieju WTA Tour w Forest Hills oraz drugą rundę wielkoszlemowego US Open. W listopadzie tego roku przeżyła wypadek samochodowy, którego konsekwencjami były złamania prawego nadgarstka i lewej ręki w łokciu, co wykluczyło ją z rozgrywek na kilka miesięcy.
W 2006 powróciła do zdrowia i do udziału w turniejach. Wygrała jedną imprezę z cyklu ITF w Fort Worth.
W 2007 zwyciężyła w finale turnieju w Southlake. Był to jej drugi triumf w turnieju seniorskim. W parze z Soraną Cîrsteą osiągnęła finał turnieju gry podwójnej dziewcząt podczas French Open, przegrywając z Ksieniją Mileuską i Urszulą Radwańską.

## Wygrane turnieje rangi ITF

### Gra pojedyncza (10)
|     | Data       | Turniej       | Kat. | ($)    | Naw.      | Finalistka         | Wynik            |
| 1.  | 25/06/2006 | Fort Worth    | ITF  | 10 000 | twarda    | Jamie Hampton      | 6:4, 6:1         |
| 2.  | 08/07/2007 | Southlake     | ITF  | 25 000 | twarda    | Sunitha Rao        | 6:2, 7:5         |
| 3.  | 19/10/2008 | Toronto       | ITF  | 50 000 | twarda    | Stéphanie Dubois   | 6:4, 6:3         |
| 4.  | 26/10/2008 | Saguenay      | ITF  | 50 000 | twarda    | Alberta Brianti    | 6:3, 6:1         |
| 5.  | 01/02/2009 | Laguna Niguel | ITF  | 25 000 | twarda    | Chanelle Scheepers | 6:1, 6:0         |
| 6.  | 21/10/2012 | Makinohara    | ITF  | 25 000 | trawiasta | Monique Adamczak   | 6:3, 6:4         |
| 7.  | 28/10/2012 | Hamamatsu     | ITF  | 25 000 | trawiasta | Monique Adamczak   | 6:2, 6:3         |
| 8.  | 22/03/2015 | Irapuato      | ITF  | 25 000 | twarda    | Renata Voráčová    | 6:2, 7:5         |
| 9.  | 05/04/2015 | Osprey        | ITF  | 50 000 | ziemna    | Madison Brengle    | 6:2, 6:7(6), 6:3 |
| 10. | 02/08/2015 | Gatineau      | ITF  | 25 000 | twarda    | Bianca Andreescu   | 6:4, 6:3         |

## Finały juniorskich turniejów wielkoszlemowych

### Gra pojedyncza (1)
| Końcowy wynik | Rok  | Turniej | Nawierzchnia | Przeciwniczka      | Wynik finału |
| Finalistka    | 2005 | US Open | Twarda       | Wiktoryja Azaranka | 3:6, 4:6     |

### Gra podwójna (2)
| Końcowy wynik | Rok  | Turniej     | Nawierzchnia | Partnerka      | Przeciwniczki                       | Wynik finału |
| Finalistka    | 2005 | US Open     | Twarda       | Vania King     | Nikola Fraňková Alisa Klejbanowa    | 5:7, 6:7     |
| Finalistka    | 2007 | French Open | Ceglana      | Sorana Cîrstea | Ksienija Mileuska Urszula Radwańska | 1:6, 4:6     |